# Klooster Lopsen

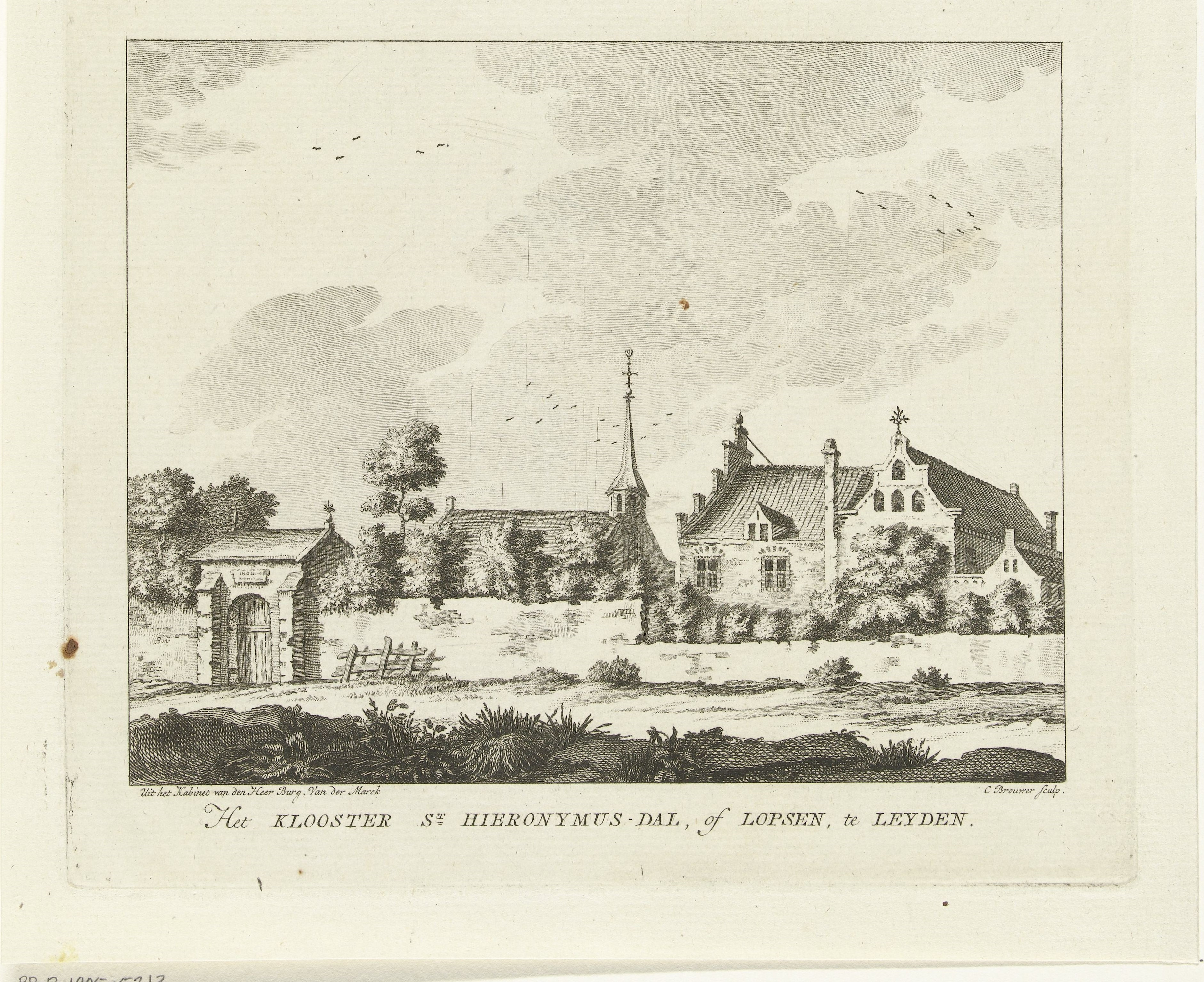
Gezicht op klooster Lopsen. Naar de fantasie getekend in 1783 door Cornelis Brouwer

Het Klooster Lopsen of Sint Hieronymus-Dal is een voormalig klooster in de Nederlandse stad Leiden. Het klooster werd in de veertiende eeuw gesticht en in 1526 opgeheven. Het bevond zich tussen wat tegenwoordig de Kruisstraat, Narmstraat en 1e Binnenvestgracht heet. Toentertijd lag dit gebied buiten de stadswallen. Voorafgaand aan het beleg van Leiden in 1573 liet de vroedschap de inmiddels leegstaande gebouwen van het klooster afbreken, om een vrij schootsveld te hebben.
Zo'n 30 tot 40 monniken bevolkten het klooster in de hoogtijdagen en zij hielden zich bezig met het schrijven, kopiëren en versieren van boeken, met boekbinden en het maken van perkament. Na de komst van de boekdrukkunst raakte het klooster in verval en moesten delen verkocht worden.  In de laatste jaren van het bestaan verbleef de reguliere kanunnik en humanist Cornelius Aurelius enige tijd in het klooster.
Het klooster had op enig moment een molen, voor eigen gebruik.
Vanwege saneringswerkzaamheden werd in 2000 archeologisch onderzoek verricht waarbij resten van het klooster werden ontdekt. Men ontdekte onder meer een kapelmuur en een grafveld. Uit de literatuur was het bestaan van het klooster al langer bekend.